# 假马鞭
假马鞭（学名：Stachytarpheta jamaicensis），为马鞭草科假马鞭属下的一个植物种。